# Rhauculanus lineolatus
Genre
Espèce
Rhauculanus lineolatus, unique représentant du genre Rhauculanus, est une espèce d'opilions laniatores de la famille des Cosmetidae.

## Distribution
Cette espèce est endémique de la province du Guayas en Équateur. Elle se rencontre vers Balzar.

## Description
Le mâle holotype  mesure 5 mm.

## Publication originale
- Roewer, 1928 : « Weitere Weberknechte II. (2. Ergänzung der Weberknechte der Erde, 1923). » Abhandlungen der Naturwissenschaftlichen Verein zu Bremen, vol. 26, p. 527–632.